# Plaça de la Vila (Badalona)
La Plaça de la Vila és una plaça situada al barri del Centre de Badalona (Barcelonès). Aquesta plaça representa el centre polític de la ciutat, on té seu l'Ajuntament de Badalona, i també és un important lloc de pas de vianants, situada entre dues vies importants com són l'eix comercial del carrer de Mar i el carrer de Francesc Layret, zona de pas de la carretera N-II (també anomenada antigament Carretera Reial). Durant la seva història, al voltant d'aquesta plaça s'hi han succeït importants esdeveniments polítics, així com s'hi han establert emblemàtics establiments com el Café Cuyàs o el Cinema Picarol, avui desapareguts, o el Círcol Catòlic, que encara es manté avui dia.

## Història
Durant el segle xix Badalona s'estén a la zona anomenada com l'Arenal, que donaria al barri tradicionalment dit el Baix a Mar –actualment anomenat el Centre–, que el diferencià del nucli històric, que passà a anomenar-se Dalt de la Vila, a causa de la separació física que hi havia entre els dos nuclis.
El consistori de Badalona, el 1843, va signar un conveni amb l'empresari Andreu Clarós, que era el propietari de part dels terrenys actuals, per tal de fer-hi una nova plaça. El mateix consistori acordava el 1856 la construcció de la nova seu consistorial en aquesta plaça. La plaça prendria la seva forma actual el 1833, després de l'enderrocament de quatre cases senzilles que hi havia davant del nou edifici de l'Ajuntament, que separava físicament la plaça del carrer de Mar, al qual s'havia d'accedir a través d'un petit carreró.
La plaça ha canviat de nom segons el clima polític. El 28 de febrer de 1923, el consistori va batejar-la com plaça de Catalunya, però la dictadura de Primo de Rivera no ho va permetre. Amb l'adveniment de la Segona República la plaça va rebre el nom de plaça de la República. Durant el franquisme aquest nom va ser substituït pel de José Antonio Primo de Rivera. La democràcia la batejaria com plaça de la Vila, que era el nom utilitzat popularment.

## Fets polítics i socials

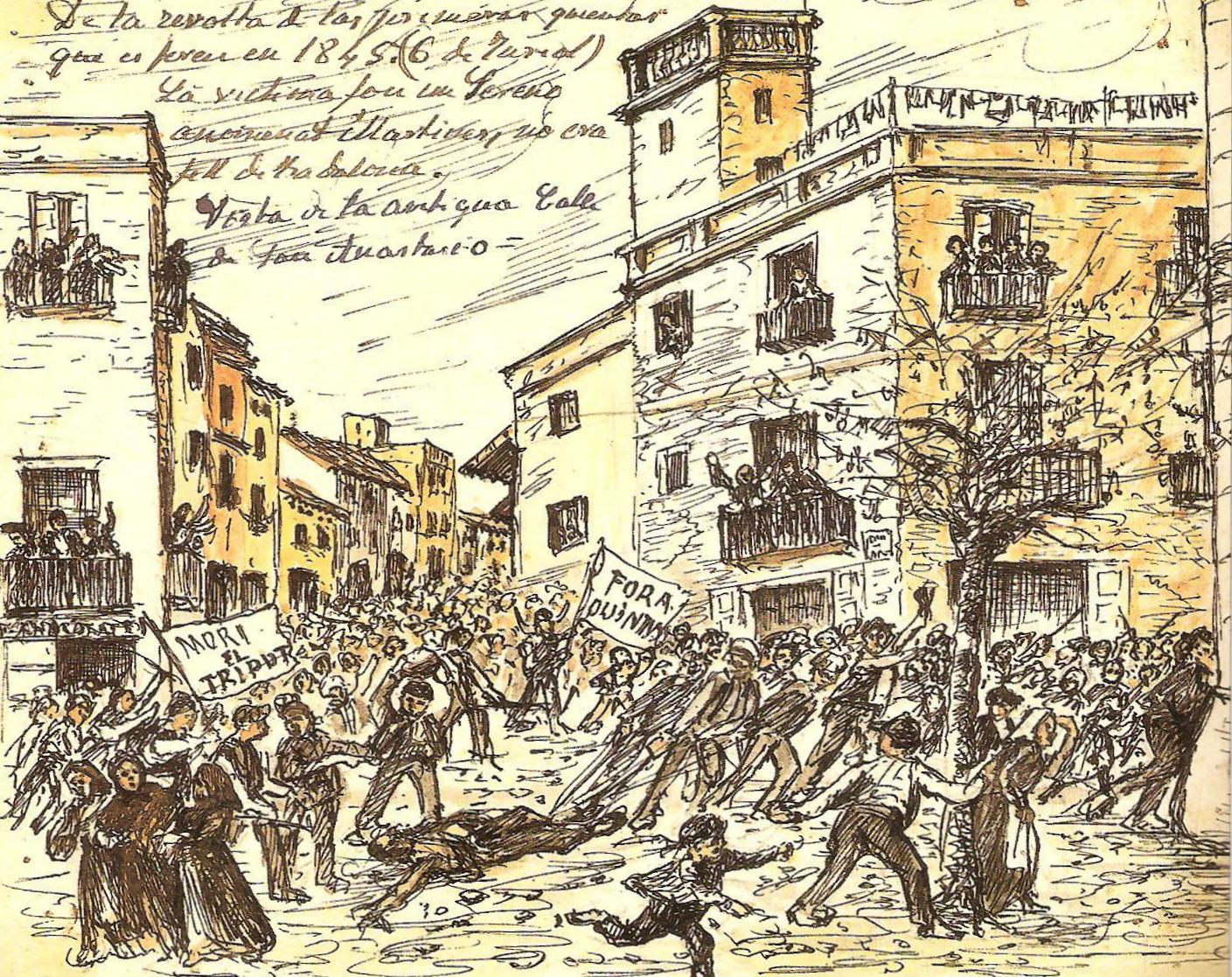
Dibuix del motí de les quintes de 1845. Els amotinats baixen del carrer de Sant Anastasi. Al centre es veu a un d'ells amb un roc apuntant al sereno Martínez. A la dreta, una de les columnes de la Casa Consistorial.

La plaça de la Vila, com a centre de la vida política badalonina, representant del poder a la vila i ciutat des del segle xix, ha estat escenari de nombrosos fets al llarg de la història de Badalona.
Al segle xix es produeix esdeveniments com el motí de les quintes, que es va produir en el marc de les convulsions polítiques i socials de la dècada de 1840. La imposició del nou sistema de lleva de l'exèrcit no va ser acceptat. El sistema de quintes perjudicava a les classes populars, les quals no podien redimir-se'n per manca de recursos. El 7 de juliol de 1845 això provocà la baixada dels amotinats pel carrer de Sant Anastasi, l'assalt de l'Ajuntament, la crema de les llistes i la mort del sereno, que havia matat a un dels amotinats.
Durant aquest segle, el moviment obrer va tenir una gran importància. Un fet destacat a la plaça succeí el 16 de maig de 1893, després de l'intent d'embargament d'un contribuent morós, això va despertar la indignació popular que es va dirigir a l'Ajuntament, tanmateix, això va coincidir amb la sortida dels obrers de la fàbriques, els quals s'uniren a causa de l'apatia contra l'administració. Malgrat els intents de l'alcalde i d'altres autoritats d'apaivagar els ànims, l'afer va acabar amb la trencadissa dels vidres de la casa consistorial i càrregues de la Guàrdia Civil, diversos ferits i 10 obrers detinguts, que serien alliberats poc després davant de les pressions vaguistes obreres.
Poc abans de l'esclat de la Setmana Tràgica, a Badalona hi va haver dues concentracions antibel·licistes contra la Guerra del Marroc. El matí del 20 de juliol de 1909, 500 persones es van manifestar davant de l'Ajuntament mentre es realitzava el Ple municipal; a la nit es repetí amb 400 persones, després del míting del diputat provincial Ambrós Carbonell, organitzat per Jovenutut Radical Instructiva, recorrent espontàniment els carrers fins a la plaça. A partir de l'inici del període de la Setmana Tràgica, el 26 de juliol, la plaça i els seus voltants van ser escenari de nombrosos esdeveniments entre els obrers de les fàbriques i les forces de l'ordre: detencions, destrosses, talls a les vies del tramvia, intent d'alliberació dels detinguts (el dipòsit de presoners estava a la casa consistorial) i, fins i tot, la mort del paisà Ramon Tussell.
Les protestes a la plaça seran un fet reiterat. Un fet tràgic relacionat amb el moviment obrer succeeix l'agost de 1918, arran de la vaga de treballadors de l'empresa química Cros: el 26 d'agost els obrers van intentar anar a Barcelona, davant de la negativa de la policia i la Guàrdia Civil, van dirigir-se a la plaça de la Vila, on es van reunir amb l'alcalde Jaume Martí i Cabot. Justament en acabar les negociacions, es van sentir crits a la plaça. La repressió policial de la vaga va acabar amb la mort de quatre treballadors en plena plaça, a més de diversos ferits greus i una cinquantena de ferit lleus.

## L'Ajuntament
L'edifici de l'Ajuntament de Badalona és d'estil historicista projectat per Francisco de Paula del Villar y Lozano. El 29 d'abril de 1859 es va col·locar la primera pedra de l'edifici. Finalitzat el 1877, es va convertir en la casa de vila de Badalona, sent testimoni dels grans esdeveniments succeïts a la ciutat. Inicialment tenia dependències molt diverses: escola, jutjat, laboratori... El 1928 s'hi realitzar una reforma interior i aquestes dependències són suprimides. Posteriorment va tenir altres reformes i, actualment, és utilitzat només per activitats representatives, com les sessions plenaries, i on es mantenen els despatxos de l'alcalde i alguns tinents d'alcalde. La resta de funcions administratives han estat traslladades a l'edifici municipal d'El Viver.

## Establiments

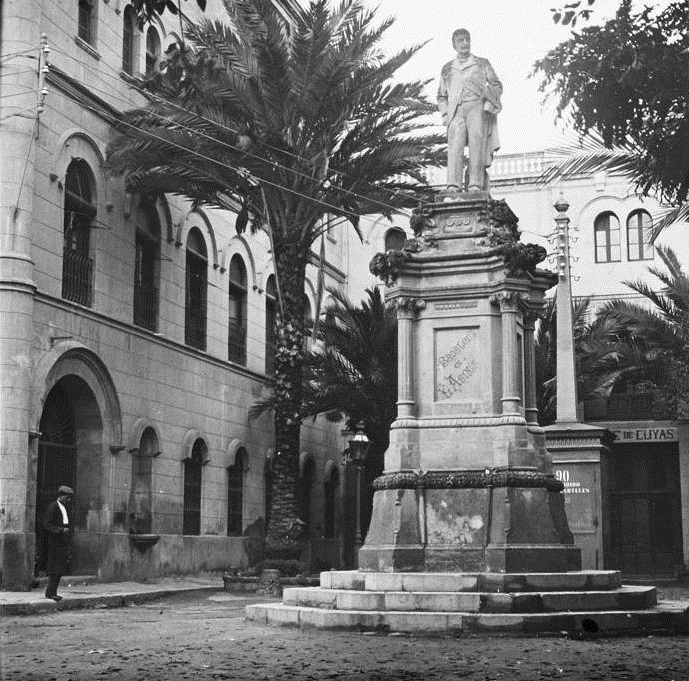
Monument a Evarist Arnús, inaugurat el 1895 i destruït durant la guerra civil, davant del Café Cuyàs

La plaça de la Vila ha tingut diversos establiments al llarg de la seva història, tals com cinemes, casinos, bancs, pistes de bitlles, però mai ha tingut un importància comercial comparable al seu veí, el carrer de Mar o amb el carrer de Francesc Layret, si bé això ha estat condicionat pels pocs edificis que conformen la plaça, que té com a gran protagonista la casa de la vila.

### Café Cuyàs
El Café Cuyàs va ser un dels més concorreguts al segle xix. Tenia l'entrada principal per la carretera reial, però també en tenia a la plaça. Va ser fundat i inaugurat el 24 de desembre de 1860 per Joaquim Cuyàs i Casanovas, però seria el seu fill Josep Cuyàs i Serra qui l'ampliaria i modernitzaria; el cafè va ser el primer establiment badaloní en tenir telèfon públic. A partir de 1894, el propietari va ser Pere Vidal, que en va mantenir el nom fins al seu tancament el 1961.

### Cinema Picarol

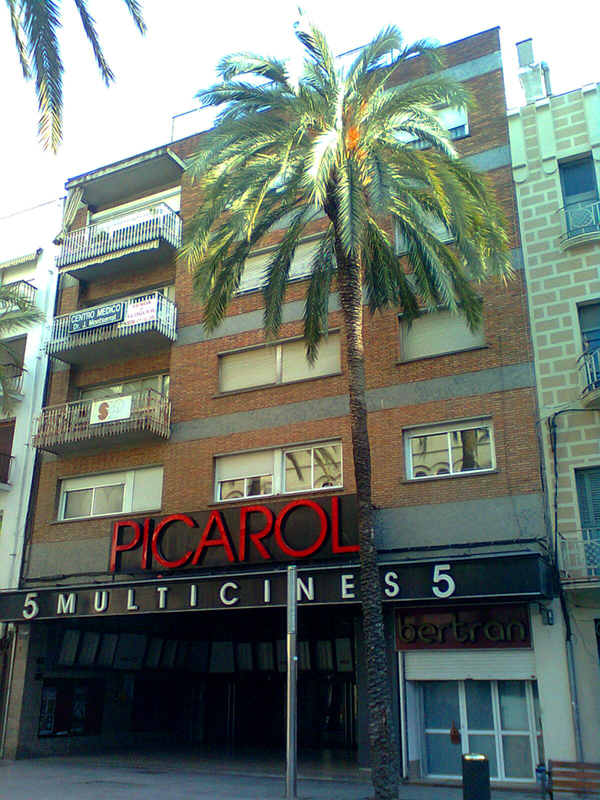
El Cinema Picarol el 2011.

El cinema Picarol va ser inaugurat el 24 de setembre de 1911. Durant la seva història va ser també una sala de teatre, prenent el nom de Teatre Guimerà, i acollí espectacles de circ i de lluites, concursos de ball, concerts, sarsuela i fins i tot assemblees sindicals. Amb el temps va esdevenir un cinema multisales. El 2008 l'empresa propietària del cinema va decidir tancar el local situat a la plaça de la Vila per traslladar-se al Màgic Badalona, en lloc seu s'hi instal·larà un gimnàs.

### Círcol Catòlic
Si bé està situat al carrer de Francesc Layret, l'edifici del Círcol forma part del paisatge de la plaça. Fundat el 1889, l'entitat va establir definitivament la seva seu a la ubicació actual després de la Guerra Civil, a causa de l'incendi de la seva antiga seu el 1936. Durant la seva llarga història les seves activitats han estat molt diverses, entre les quals destaquen l'esport i el teatre. Una de les representacions més conegudes són les dels Pastorets, que encara avui es continuen representant cada Nadal. Actualment ofereix també serveis de cinema, després que el Picarol, darrer cinema del barri, deixés el seu lloc habitual.